# Neuroleon aegaeus
Neuroleon aegaeus là một loài côn trùng trong họ Myrmeleontidae thuộc bộ Neuroptera. Loài này được Willmann miêu tả năm 1977.